# Ferdinand von Hochstetter
Pour les articles homonymes, voir Hochstetter.
Le chevalier Christian Gottlob Ferdinand von Hochstetter, né le 30 avril 1829 à Esslingen am Neckar et mort le 18 juillet 1884 à Vienne, est un naturaliste, géologue et explorateur germano-autrichien qui dirigea l'équipe scientifique de l'expédition du SMS Novara autour du monde (1857-1859) commandée par la couronne autrichienne et dirigée par le capitaine Bernhard von Wüllerstorf-Urbair.

## Biographie
Hochstetter naît dans la famille du botaniste et mycologue allemand, le pasteur Christian Ferdinand Friedrich Hochstetter (1787-1860), et de sa quatrième épouse, née Sophie Friedrike Orth (1795-1861). Il termine le séminaire protestant de Maulbronn, puis étudie la théologie et les sciences naturelles à l'université de Tübingen, à la suite de quoi il s'installe en Autriche, où il est appelé par la société impériale géologique à étudier la forêt de Bohême et ses montagnes, les monts Métallifères, les montagnes autour de  Carlsbad, etc. En 1856, Hochstetter est privat-docent à l'université impériale de Vienne.

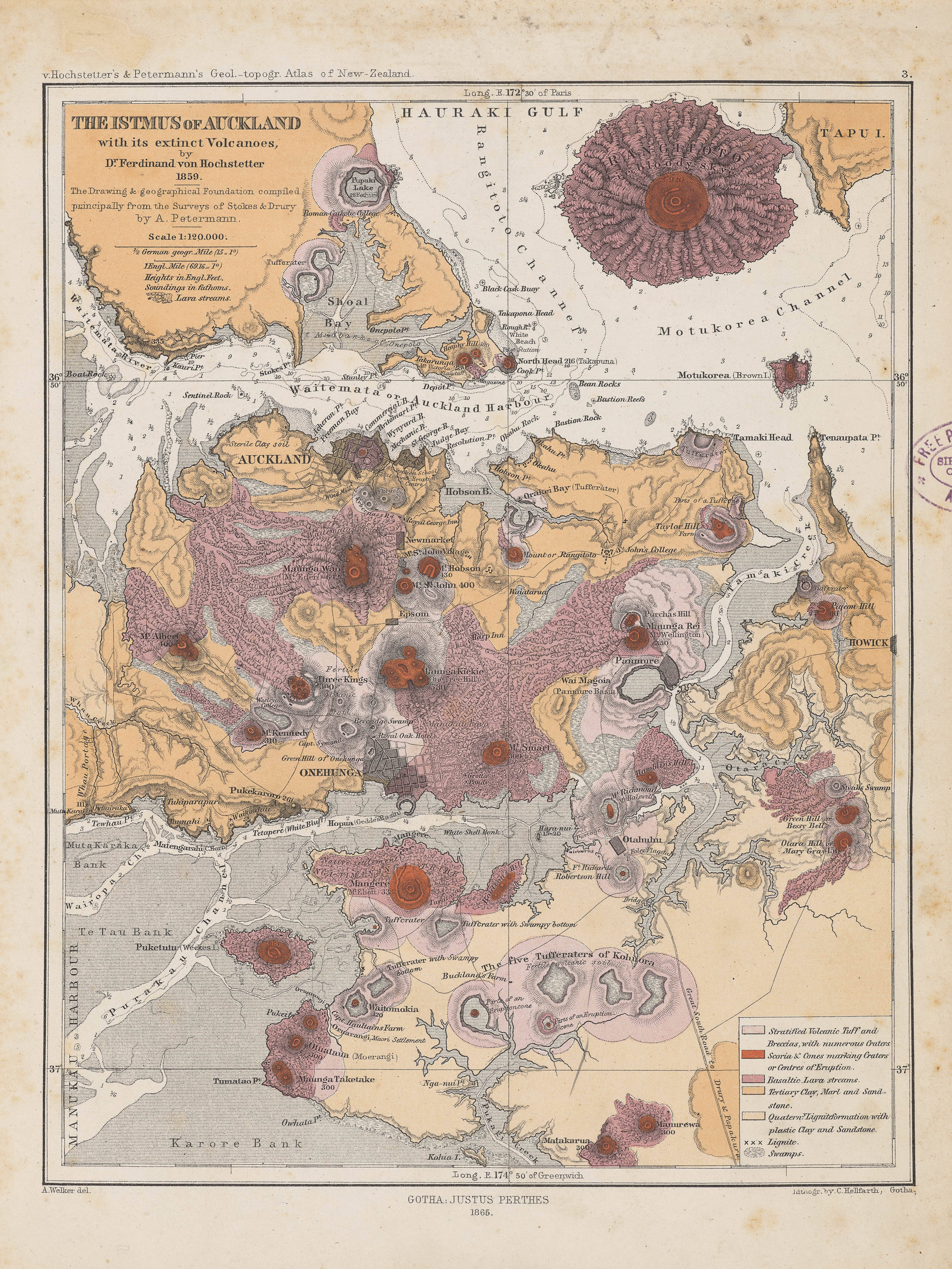
Carte du champ volcanique d' Auckland dessiné par Hochstetter en 1859 et publié en Anglais en 1864
dans le Geological and Topographical Atlas of New Zealand (1864)

L'année suivante, l'académie impériale des sciences l'envoie diriger l'expédition scientifique du SMS Novara qui doit faire le tour du monde sous la conduite du capitaine von Wüllerstorf-Urbair. Hochstetter débarque de la frégate en Nouvelle-Zélande afin de demeurer dans cette contrée qui est alors peu connue. Il s'agit pour lui de la cartographier et de procéder à des études géologiques. Il est le premier à établir une cartographie géologique de la Nouvelle-Zélande.
Les descriptions détaillées dans ses rapports, seront très utiles en 2011, quand les chercheurs tenteront de localiser le Pink and White Terraces ou terrasses de silice au niveau du lac lac Rotomahana, qui avaient été entièrement enfouies par l'Éruption du mont Tarawera en 1886.
Ferdinand Hochstetter retourne en Autriche en 1860 où il commence une carrière professorale. Il est nommé professeur de géologie et de minéralogie à l'université technique de Vienne.
En 1863, Hochstetter part en expédition scientifique en Suisse et en Italie et il parcourt en 1860 la partie européenne de l'Empire ottoman. En 1872, il voyage dans la partie centrale de la Russie européenne et dans l'Oural. Il est le premier à établir une cartographie géologique complète de la péninsule des Balkans qui appartenait alors à l'Empire ottoman.
En 1876, il devient directeur du muséum impérial de Vienne.

## Hommages
- Entoloma hochstetteri, espèce de champignon, baptisée d'après Hochstetter
- Leiopelma hochstetteri, amphibien endémique de Nouvelle-Zélande
- Porphyrio hochstetteri, espèce endémique de l'Île du Sud de Nouvelle-Zélande, baptisée d'après Hochstetter.

## Quelques publications
- Neu-Seeland, Stuttgart, 1863
- Geologisch-topographischer Atlas von Neu-Seeland, Gotha, 1863
- Reise der österreichischen Fregatte Novara um die Erde, 3 Bde. Wien, (1864–1866)
- Ueber das Erdbeben in Peru am 13. August 1868 und die dadurch veranlassten Fluthwellen im Pacifischen Ozean, namentlich an der Küste von Chili und von Neuseeland, 1868, veröffentlicht in den Sitzungsberichten der kaiserlichen Akademie der Wissenschaften in Wien (mathematisch-naturwissenschaftliche Klasse, Abteilung 2)
- Reise durch Rumelien, in: Mitteilungen der Geographischen Gesellschaft in Wien (1870–1871)
- Über den Ural, Berlin, 1873
- Geologische Bilder der Vorwelt und der Jetztwelt – zum Anschauungs-Unterricht und zur Belehrung in Schule und Familie, Schreiber, Eßlingen, 1873.
- Asien: seine Zukunftsbahnen und Kohlenschätze, Wien, 1876